# Oś (część maszyny)

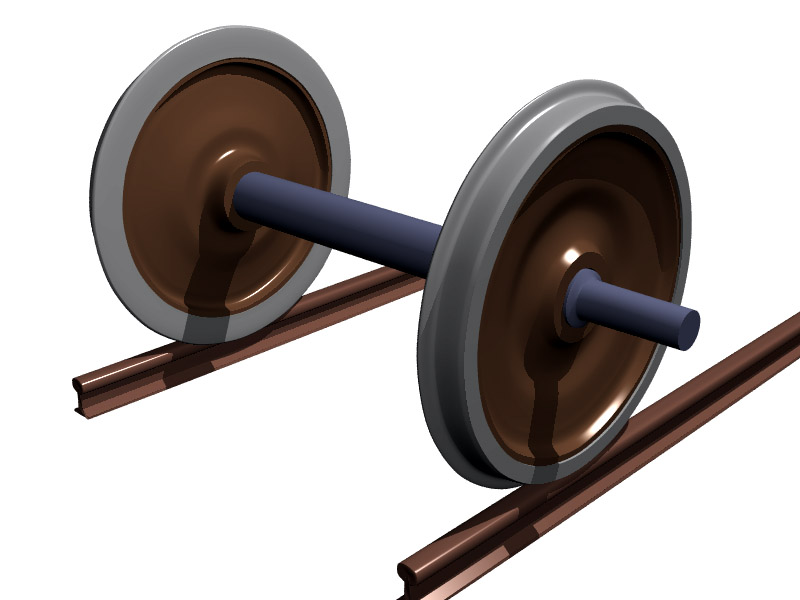
oś kolejowa

Oś – element mechanizmu lub maszyny służący utrzymaniu w określonym położeniu osadzonych na tej osi wirujących elementów, najczęściej kół, oraz do przenoszenia na podpory sił działających na te elementy. Oś nie przenosi momentu obrotowego, przeciwnie niż wał.

## Rodzaje osi
- stała – gdy wirujące elementy osadzone są na nieruchomej osi za pomocą łożysk
- obrotowa – gdy elementy osadzone na stałe na osi wirują razem z nią, natomiast łożyska znajdują się na podporach osi[1]